# クアトロポール
クアトロポールの都市ネットワークとは、地域的に隣接するルクセンブルクの首都ルクセンブルク市、フランスのグラン・テスト地域にあるメス、ドイツのザールラント州の州都ザールブリュッケン、ドイツのラインラント・プファルツ州にあるトリーアの都市間の国境を越えた協力を指す組織。理想声明は「仮想都市」。地方自治体の協力の目的は、既存の平均をさまざまな起業に結び、ヨーロッパにおけるザールロルクス広域地域の比重を強化するネットワークである。

## 歴史
両都市間の協力は、1957年にメスとトリーアの間で姉妹協定が締結されたことで始まり、2000年2月29日、覚書に基づく協力は国境地域の4つの大都市の都市ネットワークに拡大された。2007年3月12日に取締役会で採択された合意によって確認された。手続き上の問題は明らかになり、2014年10月、すべての自治体の市長と地方議員は登録協会 Quattropole e.V. を設立した。

## メンバー
| 都市               | 国             | 州                         | 人口 (2023年) |
| ------------------ | -------------- | -------------------------- | ------------- |
| ルクセンブルク市   | ルクセンブルク | ルクセンブルク州           | 134,714       |
| ザールブリュッケン | ドイツ         | ザールラント州             | 182,359       |
| トリーア           | ドイツ         | ラインラント・プファルツ州 | 112,435       |
| メス               | フランス       | グラン・テスト地域         | 122,674       |

## 概念
4つの都市は共に、成長する大都市圏の地域の中核を形成しており、労働人口に占める国境を越えた通勤者の割合が高いなど、すでに経済的に強力なネットワークが形成される。協力を通じて、超地域的な問題について共通の方向性を見出すことが可能で、都市間の相乗効果も生まれる。さらに、構造的および経済的発展が共同で行われることで、その場所の魅力が高まる。これにより、4都市のサービス、知識、文化への市民のアクセスが向上する。
この概念は、たとえば環境に優しい革新的な建設を促進するために、環境とエネルギーの分野に焦点を当てている。ルクセンブルク語とその後のドイツ語はインターネット上で無料で学ぶことができる。この声明は、学生交換と移住というテーマを通じて、あらゆる人の教育、仕事、将来の機会を改善することを目的としている。トリーア大学では、他の隣人がどのように認識されているかという問題に関する研究プロジェクトが進行中。共同観光コンセプトは、バス輸送、協力、電子イベントカレンダーを通じて、ルクセンブルク、メス、ザールブリュッケン、トリーアの芸術文化シーンを促進することを目的としている。ロベルト・シューマン芸術賞は、この地域の現代美術にプラットフォームを提供する。 さらに、IT基本装備および地元輸送の分野の声明が計画されているか、すでに部分的に実施されている。